# Wilhelm Lohr (Landrat)
Wilhelm Friedrich Ludwig Lohr (* 30. September 1871 in Heiligenrode, Kreis Kassel; † 26. November 1943 in Berlin-Charlottenburg) war ein preußischer Verwaltungsjurist sowie Landrat im Kreis Kulm (1908–1920).

## Leben
Er war Sohn des Pfarrers Wilhelm Nikolaus Johannes Lohr (1839–1906) und dessen Ehefrau Klara Amalie Auguste Lohr geborene Rohde (1841–1917). 1919 amtierte er als Generalkommissar für die Übergabe der Zivilverwaltung an die Zweite Polnische Republik gemäß dem Friedensvertrag von Versailles.
Wilhelm Lohr war mit Martha, geb. Halfern (* 12. August 1882 in Aachen; † 14. Februar 1939 in Berlin-Charlottenburg), verheiratet. Im Berliner Adressbuch von 1943 ist er als Landrat a. D. in Berlin-Charlottenburg nachweisbar.